# هادون روبنسون
هادون روبنسون (بالإنجليزية: Haddon Robinson)‏ هو أكاديمي أمريكي، ولد في 21 مارس 1931 في نيويورك في الولايات المتحدة، وتوفي في 22 يوليو 2017 في ويلو ستريت في الولايات المتحدة.